# Daniel Linehan
Daniel Linehan (* 1992 in Seattle) ist ein US-amerikanischer Choreograf und Tänzer. In seinen Darbietungen verbindet er Bewegung, Sprache, Gesang, Video, und Rhythmen.

## Jugend
Daniel Linehan ist Sohn eines Arztes und einer Krankenschwester und hat sechs Geschwister. Seinen eigenen Worten zufolge erwarteten seine Eltern von ihm keine speziellen Leistungen, sondern ließen ihm die Freiheit, das zu tun, was ihm gefiel. In seiner Jugend nahm er an Theaterkursen und musikalischen Theateraufführungen teil.

## Künstlerische Laufbahn
Linehan studierte Tanz an der University of Washington in Seattle, bevor er 2004, im Alter von 21 Jahren, nach New York umzog. Dort nahm er an Aufführungen der Choreografen John Jasperse und Miguel Gutierrez teil, konnte jedoch nur wenige feste Engagements gewinnen.
2004 debütierte er beim Dance Theater Workshop mit der Solo-Choreografie Digested Noise. 2005 und 2006 folgten, als Gemeinschaftsarbeit mit vier anderen Tänzern, The Sun Came und Human Content.
Größere Bekanntheit erlangte er durch Not About Everything, ein Solo, bei dem Linehan 35 Minuten lang wie ein Derwisch im Kreis wirbelt, während er gleichzeitig einen Text vorliest – eine Darbietung, die ihn seinen eigenen Worten zufolge über seine Grenzen hinauswachsen lässt:

« Je ne peux qu’être sincère dans ce solo. Je dois aller jusqu’au bout. »

„In diesem Solo kann ich nicht anders, als aufrichtig zu sein. Ich muss bis zum Äußersten gehen.“

Im selben Jahr begann er einen Forschungszyklus. Diesen schloss er 2008, nach einem Umzug nach Brüssel, an Anne Teresa De Keersmaekers internationaler Tanzschule P.A.R.T.S abschloss.
2009 schuf er das Duo Montage for Three. Ausgehend von einem Diaporama, das Personen in verschiedenen Posen gruppiert, zeigt er, dass viele menschliche Attitüden universell sind.
Im Stück Zombie Aporia, das er 2011 schuf, tanzt, singt rezitiert und präsentiert er Videos auf der Bühne. Er schrieb auch Liedertexte für das Stück und lernte eigens dafür singen.
Seit Januar 2013 ist er für drei Jahre residenter Choreograf an der Oper von Lille.
2014 trat er mit dem Werk The Karaoke Dialogues bei den internationalen Rencontres choréographiques im Département Seine-Saint-Denis auf. Es beschäftigt sich mit menschlichen Fehlern, Schuld, Justiz, und Strafe. Aus verschiedenen literarischen Texten, unter anderem von Sokrates, Shakespeare, Dostojewski, Kafka schuf er eine Collage, die von sieben Darstellern rezitiert wird. In variantenreichen Tanzeinlagen verlangt er den Tänzern abrupte, schnelle Bewegungen ab.